# État de la matière
En physique, un état de la matière est une des quatre formes que peut prendre toute substance : solide, liquide, gaz et plasma. De nombreux états intermédiaires existent également, comme le cristal liquide ou le verre. D'autres états encore n'apparaissent que dans des circonstances extrêmes.
Les propriétés de cette substance diffèrent selon son état : degré de cohésion, densité, structure, indice de réfraction, réactivité chimique (en), etc. Ces propriétés se traduisent par des comportements différents, décrits par les lois de la physique : fracturation, ductilité, viscosité, loi des gaz parfaits, etc.

## États de la matière

Les différents états de la matière et leur changement d'état.

Les quatre états les plus connus que peut prendre toute substance, en fonction des conditions de température et de pression, sont :
- l'état solide ;
- l'état liquide ;
- l'état gazeux ;
- l'état plasma.

Un changement d'état (le passage d'un état à un autre) se produit quand les conditions imposées (par exemple la température et la pression) changent et franchissent un certain seuil (par exemple une certaine température quand on chauffe une substance à pression constante). Le changement peut être :
- discontinu (sans situation intermédiaire), on parle alors d'une transition de phase. Les caractéristiques de la substance (par exemple sa masse volumique) changent brusquement de valeur (transitions du premier ordre), ou bien seulement leurs dérivées — par rapport à la température, par exemple — (transitions du second ordre). C'est toujours le cas du changement solide-gaz, c'est aussi le cas du changement solide-liquide quand le solide est cristallin, et le plus souvent du changement liquide-gaz ;
- continu, les caractéristiques de la substance changent alors progressivement. C'est le cas du changement gaz-plasma (les composants du gaz peuvent s'ioniser progressivement), du changement verre-liquide (un verre est solide mais pas cristallin, sa fusion est progressive) et du changement liquide-gaz dans le cas particulier où l'on change la température et la pression de façon à passer d'un état à l'autre en contournant le point critique.

D'autres états plus exotiques de la matière existent ne sont réalisables que pour certains matériaux dans certaines conditions :
- quasi-cristal ;
- l'état supercritique (indistinction liquide-gaz obtenu par augmentation de la pression) ;
- l'état supraconducteur à très basse température ;
- l'état mésomorphe des cristaux liquides, intermédiaire entre liquide et solide ;
- le condensat de Bose-Einstein (condensation de bosons dans le niveau de plus basse énergie), par exemple : le superfluide ou le condensat de rubidium (voir refroidissement d'atomes par laser) ;
- les états ferromagnétique et antiferromagnétique ;
- l'état supersolide dont l'existence est controversée ;
- les métaux de Jahn-Teller (état dans lequel une matière est à la fois isolant et supraconducteur)[2] ;
- l'état hyper-uniforme désordonné (en)[3], qui se comporte comme l'état cristallin et liquide de la matière, montrant de l'ordre sur de grandes distances et du désordre sur de petites distances.

Les comportements de la matière ne sont pas toujours uniformes au sein d'un même état. Ainsi existe-t-il des états intermédiaires où l'on observe un solide se comporter comme un fluide (matière pulvérulente ou granuleuse) ou au contraire un liquide avoir certaines propriétés propres aux solides. Ces comportements peuvent être issus de mélanges plus ou moins intimes entre plusieurs phases, appelés états polyphasiques (émulsions, pâtes, mousses, poudres, gels, aérosols, etc.).
On peut aussi rencontrer la matière dans un état hors équilibre thermodynamique ; les propriétés du matériau dépendent alors du temps, car le matériau se relaxe, sans jamais atteindre l'équilibre thermodynamique. Tout matériau spatialement hétérogène va rentrer dans cette définition dans la mesure où ces hétérogénéités spatiales vont se traduire par des contraintes internes impliquant ainsi un état non stable thermodynamiquement. Néanmoins, les temps de relaxation de tels systèmes peuvent atteindre des durées tellement longues qu'ils sont inobservables expérimentalement (allant jusqu'à plusieurs dizaines de milliers d'années).
Parmi ces matériaux, on trouve de nombreux systèmes de la matière molle, ni solide, ni liquide tels que les verres, les gels ou les pâtes. Il n'est plus alors possible de parler de diagramme de phases (faisant référence à un état de la matière thermodynamiquement stable), le terme employé alors étant celui de diagramme d'état. Des diagrammes d'état unifiant les comportements des systèmes encombrés ont été établis pour de nombreux systèmes avec des interactions de type répulsif (granulaire, verres avec interaction de type volume exclu…) par Liu et Nagel en 1998, ainsi que pour les systèmes avec interaction de type attractif par Trappe, Prasad, Cipelletti, Segre, et Weitz, en 2001.

### État solide
À l'échelle macroscopique, un solide :
- possède un volume propre (il est très difficilement compressible ; son volume ne dépend quasiment que de la température par effet de dilatation thermique, généralement faible) ;
- possède une forme propre (mais il peut se déformer sous l'effet de contraintes, en fonction de son élasticité et de sa ductilité).

À l'état solide, les particules (atomes, molécules ou ions) sont liées les unes aux autres par des liaisons chimiques qui fixent leurs positions relatives.

### État liquide
À l'échelle macroscopique, un liquide :
- possède un volume propre ;
- ne possède pas de forme propre : il prend la forme du récipient qui le contient ;
- a une surface libre au repos plane et horizontale (dans un champ de pesanteur uniforme).

À l'état liquide, les particules sont faiblement liées : contrairement à l'état solide, elles peuvent se déplacer spontanément les unes par rapport aux autres (déformabilité) mais, contrairement à l'état gazeux, elles ne sont pas indépendantes (incompressibilité). On peut également dire que leur  énergie thermique est suffisante pour leur permettre de se déplacer mais pas de s'échapper...
L'état liquide est un état fluide, c'est-à-dire parfaitement déformable.

### État gazeux
À l'échelle macroscopique, un gaz :
- ne possède ni forme propre, ni volume propre ;
- tend à occuper tout le volume disponible.

À l’état gazeux, les particules sont très faiblement liées, quasiment indépendantes (on les considère indépendantes dans le modèle des gaz parfaits, qui décrit bien le comportement des gaz basse pression).
Comme l'état liquide, l'état gazeux est un état fluide.
Un corps à l'état gazeux n'est constitué que d'atomes et de molécules.

### État plasma
À l'échelle macroscopique, un plasma :
- ne possède ni forme propre, ni volume propre, ni une énergie stable mesurable en un volume ;
- possède une forme fluidique différente de celle d'un solide, d'un liquide ou d'un gaz, le plasma est plus rare sur le sol terrestre que les trois autres formes par ses très hautes températures ;
- est un gaz hautement ionisé, ce qui modifie l'état d'une matière gazeuse en matière fluide plasma.

À l'état plasma, les particules sont détachées de leurs électrons, il est nommé une soupe de quarks lorsque l'état plasma s'étend sur une longue distance.

### Comparaison de ces quatre états
| État    | État condensé | Fluide | Forme    | Volume   | Compressibilité    | Capacité de diffusion |
| ------- | ------------- | ------ | -------- | -------- | ------------------ | --------------------- |
| Solide  | Oui           | Non    | Définie  | Défini   | Pratiquement nulle | Très lente            |
| Liquide | Oui           | Oui    | Indéfini | Défini   | Très faible        | Lente                 |
| Gaz     | Non           | Oui    | Indéfini | Indéfini | Très grande        | Très rapide           |
| Plasma  | Non           | Oui    | Indéfini | Indéfini | Extrême            | Extrême               |

## Changements d'état de la matière

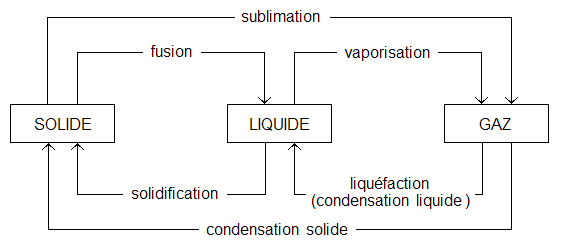
Principaux changements d'état de la matière dits classiques.

Le passage d'un état de la matière à un autre est appelé changement d'état. Ce changement se fait sous l'effet d'une modification du volume, de la température et/ou de la pression.

## États non classiques

### Verre
Le verre est un solide amorphe ou non-cristallin qui subit une transition vitreuse lorsqu'il est chauffé envers l'état liquide. Les verres peuvent être faits des types de matériaux assez différentsː les réseaux inorganiques (tels que les vitres, fait des silicates ainsi que des additives), des alliages, des fondues ioniques, des solutions aqueuses, des liquides moléculaires, et des polymères. Du point de vue thermodynamique, un verre est dans un état métastable par rapport à son analogue cristallin. Cependant la vitesse de conversion est presque nulle.